# Gasometer Schlieren
Die Gasometer in Schlieren im Kanton Zürich waren ursprünglich vier Teleskopgasbehälter, von denen der älteste davon aus dem Jahr 1899 stammt. Sie dienten der Zwischenspeicherung von Stadtgas, das im Gaswerk der Stadt Zürich hergestellt wurde. Der Heimatschutz konnte den Gasometer Nr. 1 vor dem Abriss bewahren und liess diesen bis 2005 renovieren.
Die beiden Gasometer von 1899 hatten ein Fassungsvermögen von 25 000 m³, der Gasometer von 1908 eines von 50 000 m³ und der 1936 gebaute Gasometer eines von 100'000 m³. Der Gasometer Nr. 1 wurde in den Jahren 2003 bis 2005 renoviert und am 26. November 2005 offiziell eröffnet.

Die vier Gasometer im Jahre 1965. Der Gasometer Nr. 1 ist derjenige vorne links auf dem Bild
Gaswerk im Jahre 1908 mit den beiden ältesten Gasometer